# Pyšná princezna
Pyšná princezna je česká filmová pohádka z roku 1952 režiséra Bořivoje Zemana, na motivy pohádky Potrestaná pýcha od Boženy Němcové.

## Děj

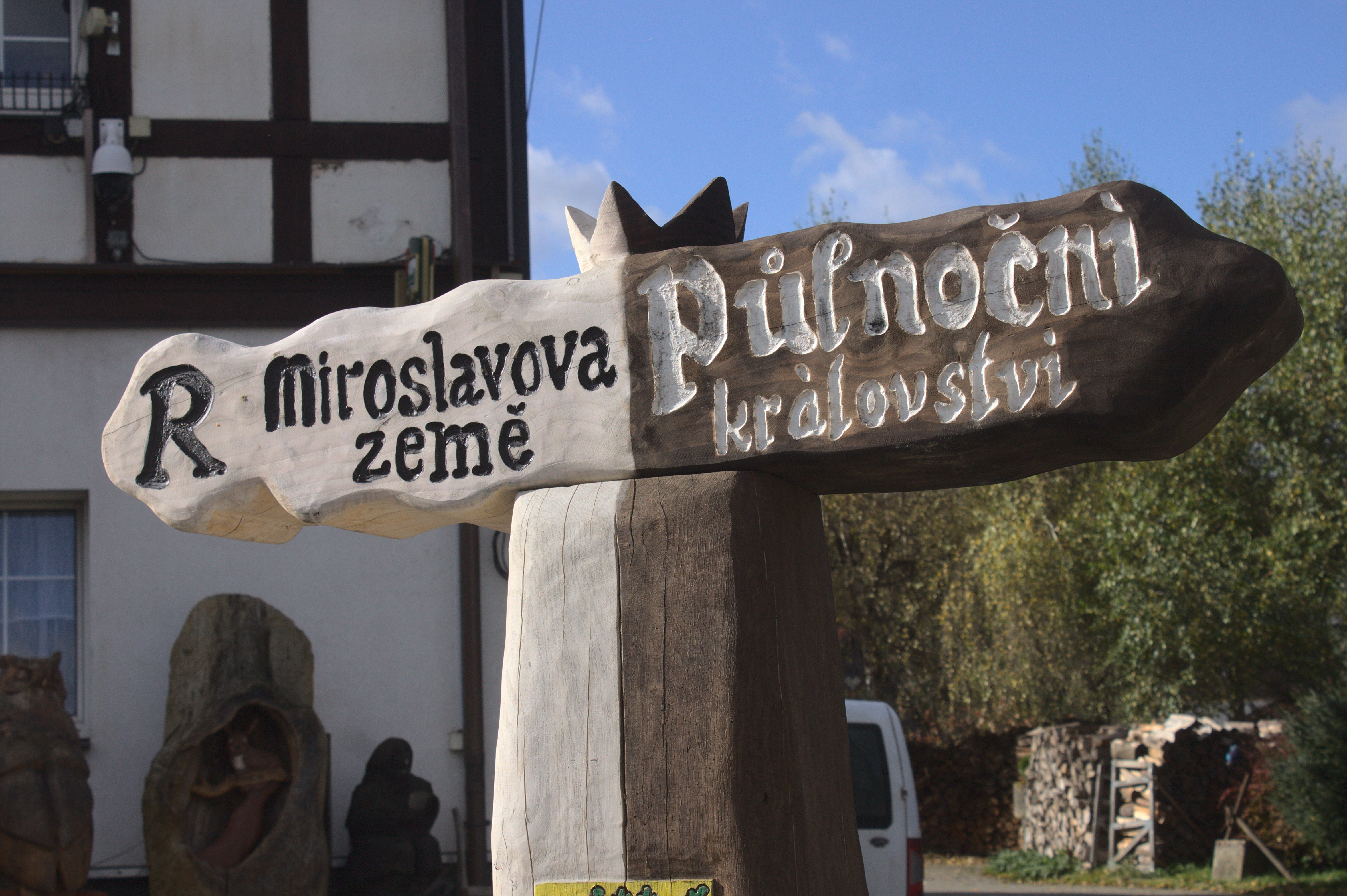
Rozcestník z pohádky

Pyšné princezně Krasomile (Alena Vránová) není za manžela dost dobrý hodný a spravedlivý král sousední země Miroslav (Vladimír Ráž). Ten se proto v přestrojení za zahradníka vydá udělit princezně výchovnou lekci. Nejdříve pro ni vypěstuje zpívající květinu, která vydrží s melodií do rána, jen když princezna nebude tak pyšná. Princezna se do zahradníka zamiluje, poté s ním uprchne a cestou pozná život obyčejných lidí. Nakonec přestane být pyšná, a když zjistí, kdo zahradník ve skutečnosti je, už jejich sňatku nestojí nic v cestě.

## Základní údaje
- Námět: Božena Němcová (Potrestaná pýcha), Oldřich Kautský, Henryk Bloch
- Scénář: Bořivoj Zeman, Henryk Bloch, Oldřich Kautský
- Hudba: Dalibor C. Vačkář
- Kamera: Jan Roth
- Režie: Bořivoj Zeman
- Další údaje: černobílý, 94 min, pohádka
- Výroba: ČSR, Československý státní film, Praha, 1952

## Obsazení
| Alena Vránová      | princezna Krasomila                        |
| Vladimír Ráž       | král Miroslav                              |
| Stanislav Neumann  | král Půlnočního království, otec Krasomily |
| Mária Sýkorová     | chůva                                      |
| Jaroslav Seník     | ministr Jakub                              |
| Miloš Kopecký      | kancléř                                    |
| Oldřich Dědek      | ceremoniář                                 |
| Karel Effa         | strážce pokladu                            |
| Gustav Heverle     | panoš Vítek                                |
| Josef Hlinomaz     | královský výběrčí daní                     |
| Luděk Mandaus      | hlasatel                                   |
| Bohuslav Čáp       | švec                                       |
| Otomar Korbelář    | hospodář                                   |
| Jarmila Kurandová  | hospodyně                                  |
| Jana Werichová     | Madlenka                                   |
| Vladimír Bejval    | Ivánek                                     |
| František Hanus    | uhlíř                                      |
| Nita Romanečová    | uhlířova žena                              |
| Terezie Brzková    | mlynářka                                   |
| František Kovářík  | mlynář                                     |
| Branko Koreň       | mleč                                       |
| Miloš Nesvadba     | princ ze Země zacházejícího slunce         |
| Bohuslav Kupšovský | dlouhý zbrojnoš ve vězení                  |
| Rudolf Cortés      | zpívající dřevorubec                       |
| Václav Švec        | dvořan u prince                            |
| Jaroslav Orlický   | posel                                      |
| Emil Kavan         | malíř                                      |
| Josef Hořánek      | sluha                                      |
| František Kokejl   | řezník                                     |
| Libuše Bokrová     | košíkářka                                  |
| Václav Bečvář      | kovář                                      |
| Jiří Zukal         | pomocník kováře                            |

## Zpěv
- Vladimír Ráž – Rozvíjej se, poupátko, Kdo má milou doma, Vítej slunce v ranním lese, Už je to uděláno, už je to hotovo
- Alena Vránová – Rozvíjej se, poupátko, Vítej slunce v ranním lese, Už je to uděláno, už je to hotovo
- Stanislav Neumann – Rozvíjej se, poupátko
- Kühnův dětský pěvecký sbor – Pro pár stromů statný les, Není větší potěšení nad naši krásnou zem, Pusťte nás tou zlatou branou, Zpívejme a radujme se
- Rudolf Cortés – Pro pár stromů statný les
- Luděk Mandaus – Kdo má milou doma
- Bohuslav Čáp – Narodil se mladej švec
- František Hanus – Vítej slunce v ranním lese
- Sbor – Skončila se panská pýcha
- Terezie Brzková – Už je to uděláno, už je to hotovo
- František Kovářík – Už je to uděláno, už je to hotovo
- Bohuslav Kupšovský – Vrána k vráně vždycky patří

## Výroky z filmu, které zlidověly
- „Našli, rádcové moji? Našli, našli?“ (král)
- „Odvolávám, co jsem odvolal, slibuji, co jsem slíbil.“ (král)
- „Je v dobrých rukou krále Miroslava.“ (Vítek)
- „Pamatuj si, ševče: Nad nikoho se nepovyšuj a před nikým se neponižuj.“ (král Miroslav)
- “Kdo zlu neodporuje, sám se proviňuje!” (chůva ve vězení)

## Zajímavosti
- Při natáčení zajiskřilo nejen mezi králem Miroslavem a princeznou Krasomilou, ale i mezi jejich představiteli, Vladimírem Rážem a Alenou Vránovou, tehdy manželkou básníka Pavla Kohouta; ta se posléze rozvedla a za Vladimíra Ráže provdala.
- Ve scéně, kde hází princezna míč přes bránu Miroslavovi, stojí Krasomila na Hluboké a Miroslav u hráze rybníka Svět v Třeboni.
- Pohádka se stala nejnavštěvovanějším filmem v tuzemských kinech. V biografech ji podle Unie filmových distributorů vidělo 8,2 milionu lidí.[2]
- Film získal cenu za nejlepší dětský film na Karlovarském filmovém festivalu[3]
- Pohádka částečně vychází i z pohádky Král Drozdibrad (König Drosselbart) bratří Grimmů.[4]
- Částečně podobnou je německá pohádka O zpívajícím stromku (zfilmovaná roku 1957 jako Das Singende, klingende Bäumchen), kde rozmazlená princezna touží po zpívajícím stromku.[5]

## Místa natáčení
- Tržiště v úvodu – Piaristické náměstí v Českých Budějovicích
- Obracení sena – louky u Třeboně
- Jedna ze scének z útěku byla natáčena u varhan poblíž Kamenického Šenova
- Film se natáčel v Kraji Vysočina, přesněji v Telči[6]
- Mlýn – Dolský mlýn na řece Kamenici v Českém Švýcarsku[3]

## Výročí
U příležitosti 65. výročí uvedení filmu vznikla na zámku v Telči sezonní výstava kostýmů, rekvizit a dalších předmětů souvisejících s pohádkou.